# Статистика чемпионата Европы по футболу 2008
Здесь представлена статистика чемпионата Европы по футболу 2008, проходившего в Австрии и Швейцарии.

## Награды
Символическая сборная
| Вратари                                                 | Защитники                                                                     | Полузащитники | Нападающие                                                          |
| ------------------------------------------------------- | ----------------------------------------------------------------------------- | --- | ------------------------------------------------------------------- |
| - Джанлуиджи Буффон - Икер Касильяс - Эдвин Ван дер Сар | - Филипп Лам - Карлос Марчена - Юрий Жирков - Карлес Пуйоль - Бозингва - Пепе | - Хамит Алтынтоп - Лука Модрич - Маркос Сенна - Хави - Константин Зырянов - Михаэль Баллак - Фабрегас - Андрес Иньеста - Лукас Подольски - Уэсли Снейдер | - Андрей Аршавин - Роман Павлюченко - Фернандо Торрес - Давид Вилья |

Лучший игрок турнира
- Хави

## Бомбардиры
| 4 гола - Давид Вилья 3 гола - Лукас Подольски - Роман Павлюченко - Семих Шентюрк - Хакан Якин (1) 2 гола - Михаэль Баллак - Мирослав Клозе - Даниэль Гуиса - Фернандо Торрес - Бастиан Швайнштайгер - Руд ван Нистелрой - Робин ван Перси - Весли Снейдер - Андрей Аршавин - Нихат Кахведжи - Арда Туран - Иван Класнич - Златан Ибрагимович | 1 гол - Ивица Вастич (1) - Филипп Лам - Ангелос Харистеас - Рубен де ла Ред - Давид Сильва - Франсеск Фабрегас - Хави - Даниэле Де Росси - Кристиан Пануччи - Андреа Пирло (1) - Джованни ван Бронкхорст - Дирк Кюйт - Арьен Роббен - Клас Ян Хунтелар - Рожер Геррейро - Нуну Гомеш - Деку - Рикарду Куарежма | 1 гол (продолжение) - Рауль Мейрелеш - Пепе - Элдер Поштига - Криштиану Роналду - Константин Зырянов - Дмитрий Торбинский - Адриан Муту - Угур Борал - Тьерри Анри - Лука Модрич (1) - Ивица Олич - Дарио Срна - Ян Коллер - Ярослав Плашил - Вацлав Сверкош - Либор Сионко - Петтер Ханссон |

В скобках указано число голов, забитых с пенальти.
| Удары по воротам | Удары по воротам  | Удары по воротам | Удары по воротам |
| Ударов           | Игрок             | Страна           | Сыграно минут    |
| ---------------- | ----------------- | ---------------- | ---------------- |
| 28               | Роман Павлюченко  | Россия           | 394              |
| 20               | Криштиану Роналду | Португалия       | 281              |
| 19               | Весли Снейдер     | Нидерланды       | 310              |
| 19               | Фернандо Торрес   | Испания          | 380              |
| 18               | Давид Вилья       | Испания          | 345              |

| Удары в створ | Удары в створ     | Удары в створ | Удары в створ |
| Ударов        | Игрок             | Страна        | Сыграно минут |
| ------------- | ----------------- | ------------- | ------------- |
| 12            | Давид Вилья       | Испания       | 345           |
| 11            | Роман Павлюченко  | Россия        | 394           |
| 10            | Фернандо Торрес   | Испания       | 380           |
| 8             | Криштиану Роналду | Португалия    | 281           |
| 7             | Руд ван Нистелрой | Нидерланды    | 287           |

| Удары мимо | Удары мимо       | Удары мимо | Удары мимо    |
| Ударов     | Игрок            | Страна     | Сыграно минут |
| ---------- | ---------------- | ---------- | ------------- |
| 15         | Роман Павлюченко | Россия     | 394           |
| 12         | Лука Тони        | Италия     | 403           |
| 8          | Фернандо Торрес  | Испания    | 380           |
| 8          | Робин ван Перси  | Нидерланды | 232           |
| 7          | Весли Снейдер    | Нидерланды | 310           |
| 7          | Юрий Жирков      | Россия     | 491           |

| Удары блокированные | Удары блокированные | Удары блокированные | Удары блокированные |
| Ударов              | Игрок               | Страна              | Сыграно минут       |
| ------------------- | ------------------- | ------------------- | ------------------- |
| 7                   | Криштиану Роналду   | Португалия          | 281                 |
| 6                   | Весли Снейдер       | Нидерланды          | 310                 |
| 5                   | Жереми Тулалан      | Франция             | 281                 |
| 5                   | Хамит Алтынтоп      | Турция              | 487                 |
| 4                   | Адриан Муту         | Румыния             | 259                 |
| 4                   | Яцек Кжинувек       | Польша              | 281                 |

| Сейвы  | Сейвы             | Сейвы      | Сейвы         |
| Ударов | Игрок             | Страна     | Сыграно минут |
| ------ | ----------------- | ---------- | ------------- |
| 35     | Игорь Акинфеев    | Россия     | 497           |
| 29     | Йенс Леманн       | Германия   | 564           |
| 20     | Андреас Исакссон  | Швеция     | 281           |
| 20     | Эдвин Ван дер Сар | Нидерланды | 310           |
| 18     | Петр Чех          | Чехия      | 283           |
| 17     | Джанлуиджи Буффон | Италия     | 403           |

| Пропущенные мячи | Пропущенные мячи | Пропущенные мячи | Пропущенные мячи |
| Ударов           | Игрок            | Страна           | Сыграно минут    |
| ---------------- | ---------------- | ---------------- | ---------------- |
| 8                | Игорь Акинфеев   | Россия           | 497              |
| 7                | Йенс Леманн      | Германия         | 564              |
| 6                | Петр Чех         | Чехия            | 283              |
| 6                | Рикарду          | Португалия       | 374              |
| 6                | Грегори Купе     | Франция          | 281              |

| Угловые | Угловые            | Угловые  | Угловые       |
| Ударов  | Игрок              | Страна   | Сыграно минут |
| ------- | ------------------ | -------- | ------------- |
| 21      | Константин Зырянов | Россия   | 497           |
| 19      | Дарио Срна         | Хорватия | 564           |
| 18      | Хави               | Испания  | 375           |
| 17      | Нихат              | Турция   | 302           |
| 17      | Юрий Жирков        | Россия   | 491           |

| Передачи | Передачи       | Передачи | Передачи      |
| Ударов   | Игрок          | Страна   | Сыграно минут |
| -------- | -------------- | -------- | ------------- |
| 359      | Филлип Лам     | Германия | 517           |
| 337      | Серхио Рамос   | Испания  | 496           |
| 316      | Хави           | Испания  | 375           |
| 307      | Маркус Сенна   | Испания  | 496           |
| 303      | Сеск Фабрегас  | Испания  | 352           |
| 300      | Жоан Капдевила | Испания  | 496           |
| 299      | Юрий Жирков    | Россия   | 491           |

| Длинные передачи | Длинные передачи  | Длинные передачи | Длинные передачи |
| Ударов           | Игрок             | Страна           | Сыграно минут    |
| ---------------- | ----------------- | ---------------- | ---------------- |
| 127              | Йенс Леманн       | Германия         | 564              |
| 107              | Игорь Акинфеев    | Россия           | 497              |
| 92               | Эдвин Ван дер Сар | Нидерланды       | 310              |
| 82               | Икер Касильяс     | Испания          | 496              |
| 77               | Рикарду           | Португалия       | 374              |
| 75               | Стипе Плетикоса   | Хорватия         | 313              |
| 69               | Хави              | Испания          | 375              |

| Средние передачи | Средние передачи   | Средние передачи | Средние передачи |
| Ударов           | Игрок              | Страна           | Сыграно минут    |
| ---------------- | ------------------ | ---------------- | ---------------- |
| 230              | Филлип Лам         | Германия         | 517              |
| 212              | Пер Мертезакер     | Германия         | 564              |
| 205              | Серхио Рамос       | Испания          | 496              |
| 204              | Хави               | Испания          | 375              |
| 197              | Кристоф Метцельдер | Германия         | 564              |
| 187              | Сеск Фабрегас      | Испания          | 352              |

| Короткие передачи | Короткие передачи   | Короткие передачи | Короткие передачи |
| Ударов            | Игрок               | Страна            | Сыграно минут     |
| ----------------- | ------------------- | ----------------- | ----------------- |
| 18                | Джанлука Дзамбротта | Италия            | 403               |
| 14                | Людовик Маньин      | Швейцарии         | 282               |
| 14                | Фабио Гроссо        | Италия            | 349               |
| 13                | Георгиос Карагунис  | Греция            | 220               |
| 13                | Давид Сильва        | Испания           | 452               |
| 12                | Сеск Фабрегас       | Испания           | 352               |
| 12                | Юрий Жирков         | Россия            | 491               |
| 12                | Филлип Лам          | Германия          | 517               |

| Прострелы | Прострелы       | Прострелы | Прострелы     |
| Ударов    | Игрок           | Страна    | Сыграно минут |
| --------- | --------------- | --------- | ------------- |
| 79        | Михаэль Баллак  | Германия  | 564           |
| 78        | Юрий Жирков     | Россия    | 491           |
| 78        | Филлип Лам      | Германия  | 517           |
| 76        | Жоан Капдевила  | Испания   | 496           |
| 75        | Серхио Рамос    | Испания   | 496           |
| 75        | Лукас Подольски | Германия  | 553           |

## Очки
- Общее количество забитых мячей: 77
- Среднее количество мячей в матче: 2,48
- Лучший бомбардир: Давид Вилья (4 гола)
- Наибольшее количество мячей, забитых командой: 12 — Испания
- Наименьшее количество мячей, забитых командой: 1 — Румыния, Австрия, Польша, Греция, Франция
- Наибольшее количество мячей, пропущенных командой: 9 — Турция
- Наименьшее количество мячей, пропущенных командой: 2 — Хорватия
- Первый гол турнира: Вацлав Сверкош в ворота сборной Швейцарии
- Последний гол турнира: Фернандо Торрес в ворота сборной Германии
- Самый быстрый гол: 4-я минута: Лука Модрич в ворота сборной Австрии
- Самый поздний гол в матче: 120+2 минута: Семих Шентюрк в ворота сборной Хорватии в четвертьфинале
- Первый хет-трик: Давид Вилья в матче против сборной России
- Наибольшее количество мячей, забитых одним игроком в матче: 3 — Давид Вилья в матче против сборной России

## Посещаемость
- Суммарная посещаемость: 1 140 902
- Средняя посещаемость одного матча: 36 308

## Победы и поражения
- Наибольшее число побед: 6 — Испания
- Наименьшее число побед: 0 — Румыния, Австрия, Польша, Франция, Греция
- Наибольшее число поражений: 3 — Греция
- Наименьшее число поражений: 0 — Испания

## Карточки
- Первая желтая карточка: Людовик Маньин в матче против сборной Чехии
- Первая красная карточка: Бастиан Швайнштайгер в матче против сборной Хорватии
- Наибольшее количество желтых карточек: 16 — Турция
- Наименьшее количество желтых карточек: 4 — Чехия